# Wörnitz
Wörnitz är en kommun och ort i Landkreis Ansbach i Regierungsbezirk Mittelfranken i förbundslandet Bayern i Tyskland.
Kommunen ingår i kommunalförbundet Schillingsfürst tillsammans med staden Schillingsfürst, köpingen Dombühl och kommunerna Buch am Wald, Diebach och Wettringen.